# 世界料理大賞
『世界料理大賞』（せかいりょうりたいしょう）とは、日本テレビで、開局記念番組として公開生放送された単発の料理対決番組。第1回は開局30年の1983年4月3日に放送され、第2回は開局35年の1988年4月9日に放送された。いずれもネッスル（現：ネスレ日本）の一社提供。番組の模様は同局より単行本として出版されている。

## 概要
世界の十数ヶ国の一流シェフが赤坂プリンスホテルのクリスタルパレスに集結し、料理世界一の腕を競う模様を、審査風景とともに生中継する。第1回では、「オードブル部門」と「メインディッシュ部門」に分かれ各国の特徴を活かした料理を求め、第2回では、「規定課題」として、指定された日本の旬の素材を必ず使い、また、別のカテゴリから一つ以上を選んで使う条件、「自由課題」として各国の特徴を活かした料理を求めるという、二つの課題が出された。専門審査員（識者）、特別審査員（女優など）、一般審査員（20人）が審査する。また、世界各国の料理を現地リポートした模様も放送。
第1回では、来賓として当時外務大臣だった安倍晋太郎が途中から出席した。
第1回、第2回ともフランスが優勝した。
先述の通り第1回は同局の開局30周年の記念番組の一つだがスポンサーのネッスルの創立80周年の記念番組でもあり『ネッスルスペシャル　世界料理大賞』として放送された。第2回は同局の開局35周年、同じくネッスルの創立85周年の記念番組として『ネッスルスペシャル　第2回世界料理大賞』のタイトルで放送された。
2021年現在、第2回の開催が最後の開催となっている。
同じく、2021年現在、衛星波の再放送、映像ソフトの販売、動画配信サイトの配信は今のところ予定はないが横浜市にある放送ライブラリーで第1回、第2回とも視聴することが出来る。

## 放送日
- 第1回　1983年4月3日（日曜日） 19:00～20:54（JST）
- 第2回　1988年4月9日（土曜日） 19:00～20:54[3]（JST）

第2回の優勝は「タイのキャベツ包みバラ仕立て」を作ったフランスのフィリップ・グルー（34歳）で、同氏の下で修業したフィリップ・バットンは1996年、同種料理対決番組「料理の鉄人」において、二代目“フレンチの鉄人”こと坂井宏行に勝利を収め、同年、全日本フランス人シェフの会会長に就任している。
第2回はネッスル（現：ネスレ日本）の冠スポンサー番組として放送されたが、広島テレビ放送では、プロ野球広島東洋カープ対阪神タイガース戦中継を全編ローカルスポンサーで放送したため、翌日4月10日の15:25～17:20にスポンサーごと移動して遅れネットされた。このため、番組宣伝のスポットCMも広島テレビが独自に制作したものを使用していた。中継内で、実況を担当した脇田義信アナウンサーは、「スポンサーの御厚意による」旨であることを説明していた。

## 出演者

### 司会
- 関口宏
- 多岐川裕美（第1回）
- ジュディ・オング（第2回）

### 審査員
- 専門審査員
  - 加藤秀俊（審査委員長　第1回放送当時学習院大学教授。その後1984年から放送大学教授）
  - 荻昌弘（映画評論家）[注釈 4]
  - ほか
- 一般審査員
  - シルヴィ・ヴァルタン
  - 二谷英明
  - 佐久間良子
  - 古手川祐子
  - 江川卓
  - 司葉子
  - 木内みどり
  - 星由里子

## スタッフ

### 第1回
- 企画：馬場俊明、加藤光夫、杉助浩
- 制作：太田杜夫
- プロデューサー：加藤光夫
- 演出：草野公
- 監修：白井荘也
- 構成：出倉宏、長須良一、鈴木桂、杉山文三枝

### 第2回
- 制作：加藤光夫
- プロデューサー：草野公、関谷勝己
- 演出：徳山竜一
- 構成：松井尚、西川晋、長須良一

## 書籍
- 『世界料理大賞―華ひらく旬の饗宴』（日本テレビ放送網、1988年5月刊）ISBN 4-8203-8819-3